# کفربرگ
کفربرگ (به لاتین: Käferberg) یک کوه در سوئیس است که در کانتون زوریخ واقع شده‌است. کفربرگ ۶۰۱ متر بالاتر از سطح دریا واقع شده‌است.